# شهرستان رودیونوو-نسوتایسکی
شهرستان رودیونوو-نسوتایسکی (به لاتین: Rodionovo-Nesvetaysky District) یک شهرستان در روسیه است که در استان روستوف واقع شده‌است.